# Lakatos István (vegyészmérnök)
Lakatos István (Diósgyőr, 1943. április 15. –) magyar vegyészmérnök, egyetemi tanár, a Magyar Tudományos Akadémia rendes tagja. Kutatási területe a szénhidrogén-bányászati kémia, ezen belül a határfelületi jelenségek és a polimerek, tenzidek és lúgok intenzív kőolaj-termelési célra való hasznosítása.

## Élete, munkássága
Lakatos István egyetemi tanulmányait 1961-ben kezdte a Veszprémi Vegyipari Egyetemen, ahol 1966-ban szerzett okleveles vegyészmérnöki oklevelet. Végzés után Miskolcon, a Lenin Kohászati Művekben helyezkedett el, ahol 1967-ig dolgozott, azután a Nehézipari Műszaki Egyetem területén, az Olajtermelési Tanszékkel közös szárnyban működő MTA Olajbányászati Kutatólaboratórium tudományos segédmunkatársa, majd tudományos tanácsadója lett. Felesége, Szabó Julianna ekkor már az intézet munkatársa volt.
1970-ben szerezte meg dr. techn. címét a veszprémi egyetemen. Disszertációja címe „A forgókorongos módszer alkalmazása vizes és nemvizes közegben atmoszféra stabilizációval” volt. 1976-ban a kémiai tudomány kandidátusa („Szerves oldószerek és axiális argonbefúvás alkalmazása az oldatos színkép-elemzésben”), majd 1994-ben a műszaki tudomány doktora tudományos fokozatot („A polimeres elárasztás és rétegkezelés bányászati kémiai problémái”) is megszerezte, 1995-ben pedig habilitált („A fizikai kémiai jellemzők szerepe a pórusos közegben lejátszódó fáziscsere-folyamatok hatékonyságának alakulására”). 2004-ben a Magyar Tudományos Akadémia levelező, 2010-ben rendes tagja lett.
Az „olajkutató” laboratórium számára közben felépült az egyetem területén egy korszerű, külön álló épület, a neve pedig MTA Bányászati Kémiai Kutatólaboratórium lett. Lakatos István 1994-től – Tóth József, a korábbi vezető nyugdíjba vonulása után – lett az intézmény igazgatója, amit máig (2009) betölt. A laboratóriumot 1998-ban a Tudományos Akadémiától átvette az Egyetem, és neve ME Alkalmazott Kémiai Kutatóintézet lett. Az intézetet bevonták az egyetemi vérkeringésbe (aminek már komoly előzményei is voltak), és Bányászati Kémiai társult Intézeti Tanszék néven a Kőolaj és Földgáz Intézet keretén belül oktatási tevékenységet is ellátnak munkatársai. Lakatos István ettől fogva természetesen tanszékvezető is. 1987-ben egyetemi docenssé, majd 1996-ban egyetemi tanárrá nevezték ki. 2008-tól 2014-ig a Magyar Tudományos Akadémia Miskolci Akadémiai Bizottsága elnöke volt.
Főbb kutatási területei:
- Konvencionális és nem konvencionális szénhidrogének termelése, rezervoármechanika, föld alatti áramlástan, fluidumok és tárolókőzetek minősítése.
- Bányászati kémia, alkalmazott szénhidrogén-bányászati kémia, fizikai kémia, kolloidkémia, alkalmazott fizikai és kolloidkémia.
- Egyedi műszerek fejlesztése és gyártása, felszíni technológiák mérés- és irányítástechnikája, informatika.

## Publikációiból
- 1983 – Paksy L., Lakatos I.: Effect of Axial Injection of Argon on Conventional Spectrochemical Excitation Sources at Atmospheric Pressure I., Spectrochim. Acta B., 38(8):1099–1114, pp. 1099–1114
- 1986 – Lakatos-Szabó J., Lakatos I.: Interfacial Rheological Properties of Crude Oil-Water Systems I., Effect of Contact Time, Shear Rate and Inorganic Electrolites on Interfacial Viscosity, Acta Chim. Hung., 121(4): 345–361, pp. 345–361
- 1992 – Bedő Zs., Berecz E., Lakatos I.: Enthalpy-Entropy Compensation for Micellization of Etoxylated Nony-Phenolsl, Colloid and Polymer Sci. 270(8): 799–805, pp. 799–805
- 1998 – Lakatos I., Lakatos-Szabó J.: Diffusion of Chromium Ions in Polymer/Silicate Gels, Colloids and Surfaces A., 141:425–434, pp. 425–434
- 1999 – Lakatos-Szabó J., Lakatos I.: Effect of Alkaline Materials on Interfacial Rheological Properties of Oil/Water Systems, Colloid and Polymer Sci., 277:41–47, pp. 41–47
- 2004 – Lakatos I., Lakatos-Szabó J.: Diffusion of H+, H2O and D2O in Polymer/Silicate Gels, Colloids and Surfaces A., 246:9–19, pp. 9–19
- 2005 – Lakatos I., Lakatos-Szabó J.: Solubility of Barium and Strontium Sulfate Scales in the Presence of Polyamino Carboxylic Acids, pp. 231–254 in Lakatos I. (ed.): Progress in Oilfield Chemistry, Vol. 6., Akadémiai Kiadó, Budapest, pp. 231–254
- 2006 – Lakatos I., Lakatos-Szabó J.: The Role of Fossil Fuels in the 21st Century: Energy Scenario and Climate Aspects, pp. 327–344 in S. Lombardi, L.K. Altunina, S.E. Beaubien (eds): Advances in the Geological Storage of Carbone Dioxide, NATO Sci. Ser.:IV., Vol. 65., Springer, pp. 327–344
- 2007 – Lakatos I., Lakatos-Szabó J: Global Scenario of Conventional and Unconventional Hydrocarbons in the 21st Century, in Lakatos I. (ed.): Progress in Oilfield Chemistry, Vol. 7, pp. 59–74
- 2008 – Lakatos I., Lakatos-Szabó J: Global Oil Demand and Role of Chemical EOR Methods in the 21st Century, International Journal of Oil, Gas and Coal Technology, 1(1–2), pp. 46–64

## Szabadalmai
- 1973 –  Eljárás kőolajok tárolókőzetből történő intenzív kitermelésére. Szolgálati találmány, MSZ: 163 002 (+ Wagner Ottó, Zoltán Győző)
- 1977 – Eljárás porózus kőzetek nedvesítési hajlamának meghatározására vízoldható polimerek segítségével. Szolgálati találmány, MSZ: 170 460
- 1979 – Eljárás szénhidrogént termelő kutak és rétegek polimeres kezelésére. Szolgálati találmány, MSZ: 174 946
- 1985 –  Hatékony kőolajtermelési eljárás, Szolgálati találmány, MSZ: 188 670 (+ A. Capelle, Kristóf Miklós, Milley Gyula, Tóth József, Wagner Ottó, Radó Elemér, Trömböczky Sándor)
- 1985 –  Eljárás folyadéköblítéssel működő fúrások öblítőfolyadék-veszteségének megelőzésére és megszüntetésére nagyviszkozitású polimergélekkel. Szolgálati találmány, MSZ: 188 766 (+ Hegyi Ferenc, Szepesi József, Zsóka István)
- 1985 –  Eljárás termelő és besajtoló kutak, valamint szénhidrogéntermelő rétegek kombinált polimeres/szilikátos kezelésére. Szolgálati találmány, MSZ: 186 866 (+ Munkácsi István, Trömböczky Sándor, Tóth József, Lakatosné Szabó Julianna)
- 1987 –  Eljárás transzportfolyamatok jellemző paramétereinek, főleg tömegvezetési tényezőinek méréséhez, Szolgálati találmány, MSZ: 186 699 (+ Bukta Bertalan, Balla László, Bauer Károly, Milley Gyula, Wagner Ottó)
- 1987 –  Hatékony eljárás szénhidrogének porózus közegből történő kitermelésére (oroszul), Szolgálati találmány, SU: 1 316 568 A3 (+ A. Capelle, Kristóf Miklós, Milley Gyula, Tóth József, Wagner Ottó, Radó Elemér, Trömböczky Sándor)
- 1988 –  Kombinált módszer porózus rétegek szelektív és teljes zárására, Szolgálati találmány, MSZ: 202 306 (+ Tóth József, Lakatosné Szabó Julianna, Munkácsi István, Trömböczky Sándor, Kristóf Miklós, H . J. Kretzschmar, P. Czolbe, P. Bittkov, P. Thulke)
- 1988 –  Medium zur Regulierung/Blockierung von Flüssigkeits- oder Gasströmungen in blokungsnahen Speichergesteinen, Szolgálati találmány, DD: 312 581 (+ Tóth József, Lakatos-Szabó Julianna, Munkácsi István, Trömböczky Sándor, Kristóf Miklós, H. J. Kretzschmar, P. Czolbe, P. Bittkov, P. Thulke)
- 1995 –  Eljárás térszín alatti, felszín közeli porózus térrészek elhatárolására kezelő oldatokkal, Szolgálati találmány, MSZ: 210 781 (+ Bauer Mária, Bauer Károly, Hankó Zoltán, Lakatosné Szabó Julianna, Tóth József)
- 1997 –  Szervetlen vegyületek in-situ hidrolízisén és flokkulálásán alapuló rétegkezelési eljárás heterogén szerkezeti felépítésű porusos rendszerek áramlás-kiegyenlítésére, Szolgálati találmány, MSZ: 219 773 (+ Kosztin Béla, Lakatosné Szabó Julianna, Palásthy György, Bodola Miklós, Kristóf Péter, Udvari Ferenc)

## Szervezeti tagságai
- MTA Miskolci Területi Bizottsága
- Bányászati Tudományos Bizottság
- Bányászati Kémiai Munkabizottság (elnök)
- Vegyészeti Szakbizottság (elnök, MTA Miskolci Területi Bizottsága)
- Petroleum Világkongresszusok magyar nemzeti bizottsága
- Conference and Exhibition on Oilfield Chemistry, Organizing Committee (Pet. Res. Centre, Líbia)
- Conference on Petroleum Chemistry Organizing Committee (Russian Academy of Sciences)
- Society of Petroleum Engineers
- European Association of Geoscientists and Engineers
- European Symposium on Oilfield Chemistry Stering Committee
- International Association of Colloid and Interface Scientists
- „Progress in Mining and Oilfield Chemistry” könyvsorozat (főszerkesztő)
- Society of Petroleum Engineers Journal Production and Facilities (tech. editor)

## Díjai, elismerései
- 1977 – Munka Érdemrend, bronz fokozat
- 1987 – Kiváló Feltaláló, arany fokozat
- 1998 – Széchenyi Professzori ösztöndíj
- 1999 – Díszoklevél a Miskolci Egyetem nemzetközi kapcsolatainak fejlesztéséért
- 2000 – MAB Kitüntető tudományos díj
- 2001 – Akadémiai Díj (megosztva)
- 2001 – MOL tudományos díj (megosztva)
- 2002 – Akadémiai Kiadó nívódíj
- 2013 – Megyei Prima díj
- 2024 – A Magyar Érdemrend tisztikeresztje[1]